# Be Prepared
Be Prepared is een lied dat oorspronkelijk deel uitmaakt van de lang Disney-tekenfilm The Lion King, die in 1994 werd uitgebracht. Het wordt gezongen door de antagonist Scar en de hyena's die hem gedurende het grootste deel van deze film bijstaan. 

## Achtergrond
Het nummer was gecomponeerd door Tim Rice (tekst) en Elton John (muziek) en werd in de Engelstalige versie gezongen door Jeremy Irons, Whoopi Goldberg, Cheech Marin en Jim Cummings die de ondersteunende zang verzorgden; Cummings speelde gedeeltelijk materiaal voor Scar nadat de baritonstem van Irons het begaf.
Het nummer is ook te horen in de Broadway-musical The Lion King uit 1997, met John Vickery, Kevin Cahoon, Stanley Wayne Mathis en Tracy Nicole Chapman die de originele Broadway-cast uitvoeren voor de musical. Chiwetel Ejiofor voerde een licht gewijzigde versie van het lied uit in de remake van 2019.